# Fanny Jensen
Pour les articles homonymes, voir Jensen.
Fanny Haraldine Alfrida Jensen, née le 11 octobre 1890 à Horsens (Danemark) et morte le 9 décembre 1969 à Odense (Danemark), est une femme politique danoise, membre des Sociaux-démocrates, ancienne ministre et ancienne députée au Parlement (le Folketing).